# المدرسة اليوسفية
المدرسة اليوسفية هي إحدى مدارس مدينة تونس ويعود تأسيسها إلى بدايات العهد العثماني، وقد بقيت تقوم بوظيفتها في إسكان طلبة جامع الزيتونة إلى آخر عهد التعليم به.

## التأسيس
بعد ضمهم للبلاد التونسية في أواخر القرن السادس عشر، اتجه حكام تونس من الأتراك العثمانيين إلى إيجاد قاعدة مادية لمذهبهم الحنفي، فقاموا بتجديد بعض المدارس الحفصية القديمة وحولوها لمذهبهم، وأسسوا مدارس جديدة أولها مدرسة يوسف داي أو المدرسة اليوسفية في القرن السابع عشر. وتنسب هذه المدرسة إلى يوسف داي الذي حكم فيما بين عامي 1019 هـ - 1610 م و1047 هـ- 1637 م، إذ بنى في ناحية القصبة مركبا يتكون من جامعه وهو أول جامع حنفي يبنى في تونس وذلك عام 1021 هـ- 1612 م، وميضاة ومدرسة

## الموقع

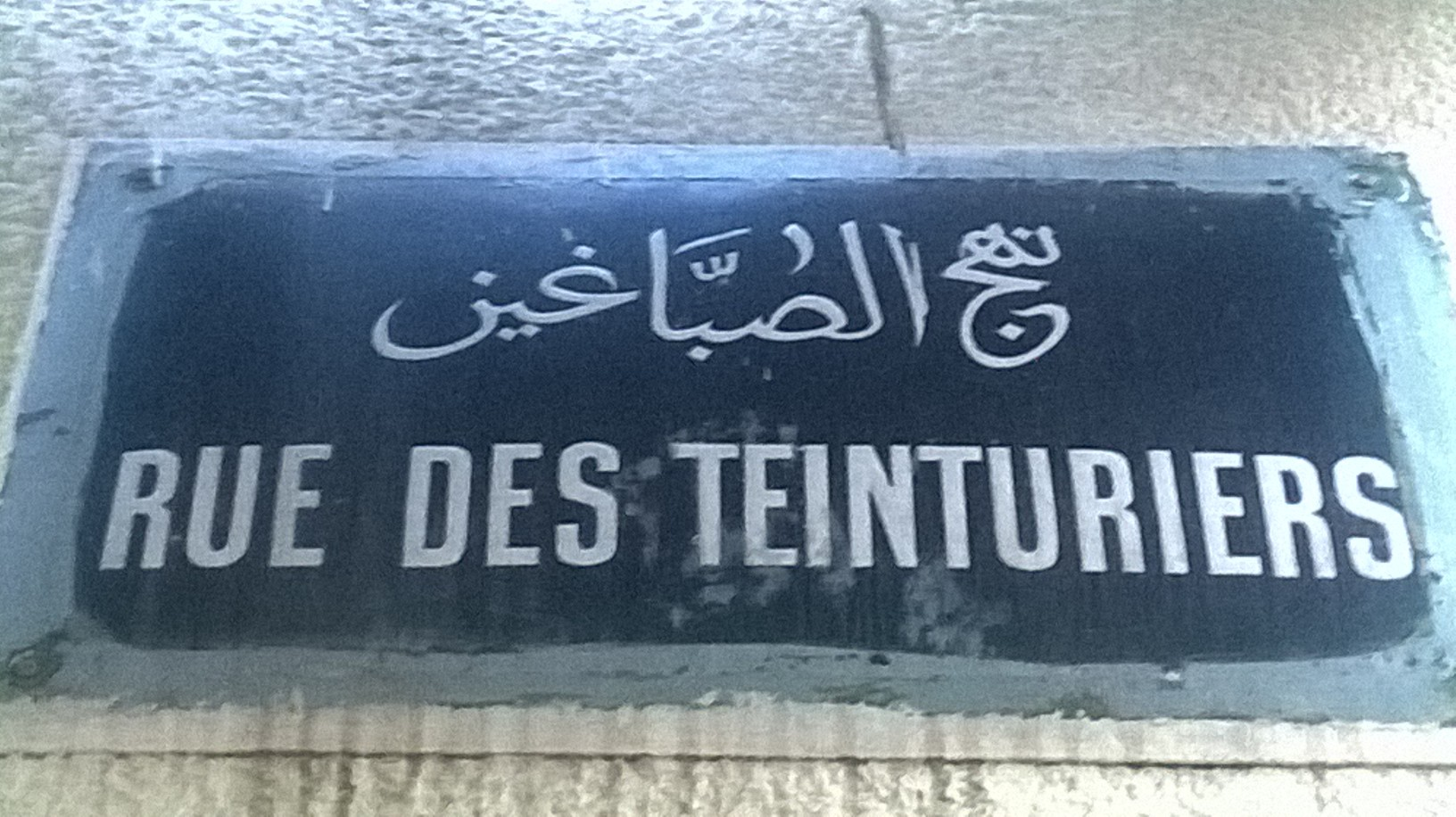
نهج الصباغين

انتقلت المدرسة اليوسفية من ناحية القصبة إلى موقعها في نهج الصباغين، عدد 29، إذ تحتل الطابق العلوي لمدرسة الجامع الجديد، وبذلك فهي مجاورة لعدد كبير نسبيا من مدارس مدينة تونس، إذ توجد بنفس الحي أيضا المدرسة الحبيبية الصغرى بنهج المطيهرة عدد 3، والمدرسة الجاسوسية بنهج باش حامبة عدد 7، والمدرسة المغربية بنهج تربة الباي والمدرستان الحسينية الكبرى والحسينية الصغرى بنهج الصوردو. كانت طاقة استيعاب المدرسة واحدا وعشرين طالبا، إلا أنه كان يقطن بها عام 1930 39 طالبا أي بزيادة 18 طالبا، وذلك نتيجة أزمة السكن التي كان يواجهها الطلبة الزيتونيون منذ العشرينات والتي لم يحلها إنشاء مدارس جديدة في تلك الفترة.

## تاريخها
من أشهر الطلبة الذين قطنوا بالمدرسة اليوسفية الشاعر أبو القاسم الشابي الذي قضى بها حياته الطالبية التي استمرت عشر سنوات.[بحاجة لمصدر] وفي يوم مظاهرة 15 مارس 1954 وقع توجيه الطلبة الذين سقطوا قتلى وجرحى إلى هذه المدرسة بما يدل على دور الطلبة القاطنين بها في الأحداث آنذاك.

## إشارات مرجعية
1. ↑  http://www.attarikh-alarabi.ma/Html/adad19partie8.htm د. محمد الباجي بن مامي، جوامع مدينة تونس في العهد العثماني دراسة تاريخية وفنية ومعمارية نسخة محفوظة 27 أبريل 2016 على موقع واي باك مشين.
2. ↑  الأرشيف الوطني التونسي، السلسلة د، الملف 36، الملف1، قائمة مدارس سكنى الطلبة الزيتونيين بتاريخ 25 فيفري 1930
3. ↑  http://salahbenabdeljelil.maktoobblog.com/category/تاريخ-تونس/ نسخة محفوظة 14 أبريل 2013 على موقع واي باك مشين. شهادة صالح بن عبد الجليل